# The Man Who Slept
The Man Who Slept è un cortometraggio muto del 1914 diretto da Lois Weber. Prodotto dalla Rex Motion Picture Company e distribuito dall'Universal Film Manufacturing Company, aveva come interpreti Eddie Lyons, Ella Hall, Lule Warrenton e William Walters.

## Trama
Eddie, uomo di mare, sta per sposarsi con Mary: mentre si trova con gli amici, il suo capo gli ordina di andare a ritirare dei barilotti in un porto vicino, una missione che non dovrebbe prendergli neanche un'ora. Anche se recepisce quell'ordine come una provocazione, decide di obbedire. Dopo aver spiegato a Mary che deve andarsene, va a prendere una barca. Al porto, alcuni amici insistono per festeggiare con lui, facendolo bere. Quando li lascia, ormai è ubriaco e si mette a sonnecchiare nella barca mentre questa va alla deriva sul mare. Sogna Mary che lo sta aspettando, vede i suoi ospiti andarsene... Mary se ne va in riva al mare, a cercarlo tristemente. Il padre la cerca, la madre viene colpita dal dolore. Mary viene sempre più sommersa dalla marea che piano piano la sommerge e Mary finisce annegata. Il rollio della barca sveglia Eddie che si affretta a dirigersi verso casa. Quando vi ritorna tutto bagnato, viene sgridato ma il sogno che ha fatto gli tenuto una lezione che non dimenticherà mai.

## Produzione
Il film fu prodotto dalla Rex Motion Picture Company.

## Distribuzione
Distribuito dall'Universal Film Manufacturing Company, il film - un cortometraggio di una bobina - uscì nelle sale cinematografiche statunitensi il 9 aprile 1914.